# Вулиця Євгенія Пікуса (Вінниця)
Вулиця Папаніна  - вулиця у місті Вінниця, названа на честь Папаніна Івана Дмитровича (1894-1987) - радянського полярного дослідника, доктора географічних наук (1938), контр-адмірала (1943), двічі Героя Радянського Союзу (1937, 1940).
Ім'я Папаніна І. Д. носить мис на острові Таймир та гори в Антарктиді.